# Tonoike Daisuke
Daisuke Tonoike (sinh ngày 29 tháng 1 năm 1975) là một cầu thủ bóng đá người Nhật Bản.

## Sự nghiệp câu lạc bộ
Daisuke Tonoike đã từng chơi cho Shonan Bellmare, Yokohama F. Marinos, Omiya Ardija, Ventforet Kofu, Sanfrecce Hiroshima và Montedio Yamagata.